# Cedric Morris
Sir Cedric Lockwood Morris, 9. baronet (11. prosince 1889 – 8. února 1982) byl britský umělec, učitel umění a rostlinář. Narodil se ve Swansea v jižním Walesu, ale pracoval hlavně ve východním Anglii. Jako umělec je známý svými portréty, malbami květin a krajiny.

## Životopis
Cedric Lockwood Morris se narodil 11. prosince 1889 ve Sketty, Swansea, jako syn George Lockwood Morris, průmyslníka a zpracovatele železa a internacionála Waleského ragby, a jeho manželky Wilhelminy (rozená Cory, viz Cory baronety). Měl dvě sestry – Muriel, která zemřela jako dospívající, a Nancy (narozená v roce 1893). Jeho matka studovala malování a byla dokonalou švadlenou; ze strany jeho otce pocházel ze sira Johna Morrisa, 1. baroneta, jehož sestra Margaret si vzala Noela Desenfanse a pomohla mu a jeho příteli Francisu Bourgeoisovi vybudovat sbírku nyní umístěnou v galerii Dulwich. Cedric byl poslán pryč, aby byl vzděláván, ve St Cyprian's School, Eastbourne a Charterhouse School v Godalmingu.
Po neúspěšných přijímacích zkouškách pro armádní komisi se ve věku 17 let vydal na parník do kanadského Ontaria, kde pracoval na farmě. Po sledu pracovních míst, mimo jiné jako umývač nádobí a hotelový poslíček v New Yorku, se vrátil do jižního Walesu a poté vstoupil do Royal College of Music v Londýně, kde studoval zpěv. Vzdal se však zpěvu pro malování a odešel do Paříže, kde od dubna 1914 studoval na Académie Delécluse v Montparnasse před přerušením první světové války.
Během války vstoupil do Artists' Rifles, ale před naloděním do Francie byl prohlášen za zdravotně nezpůsobilého k akci v důsledku účinků neúspěšné operace během svého dětství. Jako zkušený jezdec byl však přidělen na výcvik vzpomínek na stájích lorda Rosslyna v Theale v Berkshire. Pracoval ve společnosti Alfred Munnings pod Cecilem Aldinem. Byl z ní propuštěn, když v roce 1917 armáda převzala pozůstatky. 

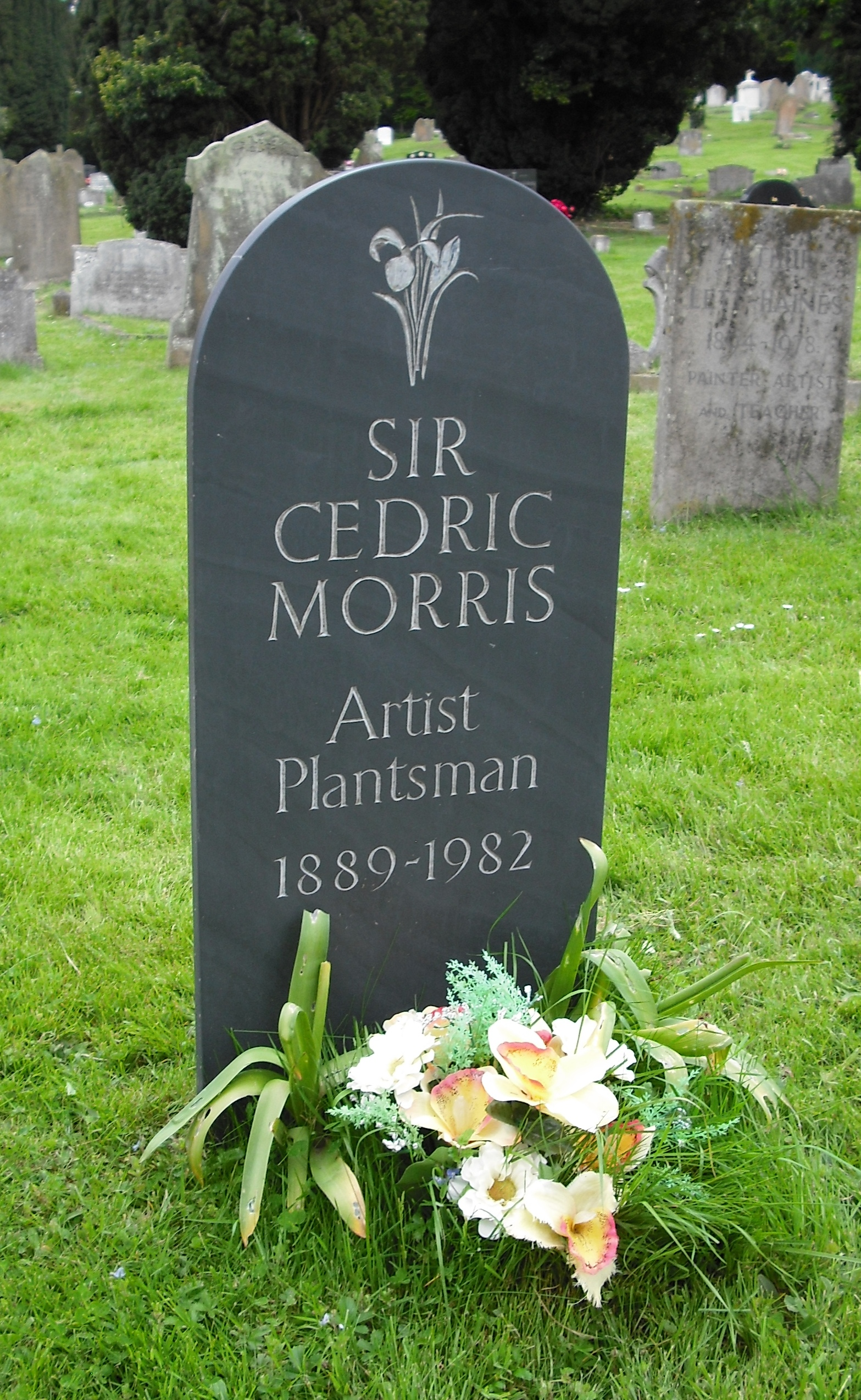
Náhrobní kámen Cedrica Morrise

## Osobní život
Kolem roku 1916 se Morris zamiloval do Arthura Letta-Hainese. Žil s Lett-Hainesem a jeho manželkou Gertrude Aimee Lincoln. Gertrude se vrátila do své rodné Ameriky a oba muži strávili zbytek života společně. Ačkoli oba měli románky, Morris s malířem Johnem Aldridgeem a umělcem Paulem Odo a Lett-Haines se Stellou Hamiltonovou a Kathleen Haleovou.

## Výstavy
Od 18. dubna do 22. července 2018 se v galerii Philipa Moulda na Pall Mall konala výstava Morrisovy práce „Cedric Morris: Beyond the Garden Wall“.  Současná výstava „Cedric Morris: Artist Plantsman“ se také konala v zahradním muzeu v Lambettu.